# Episodi di Teachers (serie televisiva 2016) (prima stagione)
La prima stagione della serie televisiva Teachers, composta da 10 episodi, è stata trasmessa negli Stati Uniti dal 13 gennaio al 16 marzo 2016 sul canale via cavo TV Land.
In Italia, la stagione è inedita.
| n° | Titolo originale | Titolo italiano | Prima TV USA     | Prima TV Italia |
| -- | ---------------- | --------------- | ---------------- | --------------- |
| 1  | Pilot            |                 | 13 gennaio 2016  |                 |
| 2  | Picture Day      |                 | 20 gennaio 2016  |                 |
| 3  | Duct Duct Goose  |                 | 27 gennaio 2016  |                 |
| 4  | Hall of Shame    |                 | 3 febbraio 2016  |                 |
| 5  | Jacob            |                 | 10 febbraio 2016 |                 |
| 6  | Drunk Kiss       |                 | 17 febbraio 2016 |                 |
| 7  | Bad Tweeter      |                 | 24 febbraio 2016 |                 |
| 8  | Sex Ed           |                 | 2 marzo 2016     |                 |
| 9  | Hot Lunch        |                 | 9 marzo 2016     |                 |
| 10 | The Last Day     |                 | 16 marzo 2016    |                 |